# Bec (saxophone)
Pour les articles homonymes, voir Bec (homonymie).

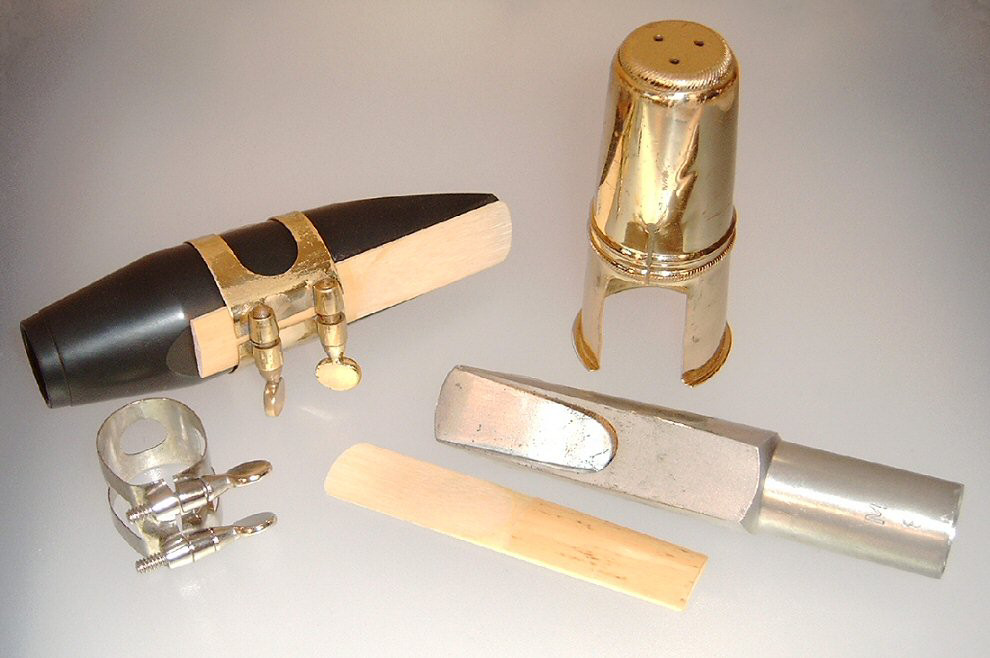
Becs de saxophone ténor avec couvre-bec, ligatures et anches. En ébonite à gauche, métal à droite

Le bec est la partie du saxophone supportant l'anche et que l'on fixe sur le bocal. Il peut être en ébonite ou en métal (et aussi, de façon plus rare, en bois, en plastique ou en verre), avec une ligature permettant de fixer et maintenir l'anche.
Le saxophone s'accorde avec les autres instruments en faisant légèrement varier l'enfoncement du bec (modulable grâce au liège entourant l'extrémité du bocal). Plus le bec est enfoncé, plus le son est aigu et inversement, moins il l'est, plus le son est grave. L'enfoncement du bec a pour effet de modifier la longueur de la colonne d'air. L'allongement de celle-ci permet un son plus grave.
Un bec peut aussi changer le son de l'instrument suivant la matière dans laquelle il est fait et surtout selon ses formes et dimensions (forme et taille de la chambre, ouverture...).
Parmi les fabricants historiques de becs de saxophone figurent Henri Selmer Paris, Vandoren, Otto Link, Meyer, Berg Larsen, ou Bobby Dukoff.
Depuis quelques années, de nouvelles techniques de conception de becs sont apparues telles que l'impression 3D, ce qui permet de créer des becs de saxophone sur-mesure. Cette innovation technologique a été le résultat de recherches menées dans le laboratoire de recherche scientifique et acoustique de l'Ircam grâce à deux acousticiens, fondateurs de Syos.

## Les différents éléments du bec

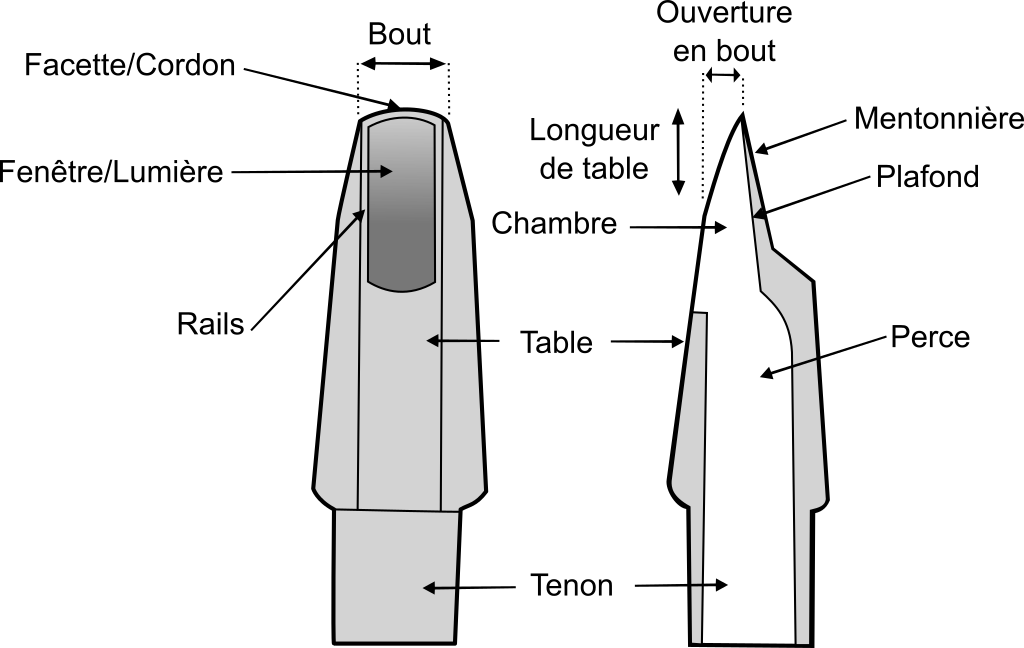
Schéma d'un bec de saxophone ténor

### L'ouverture
C’est la longueur située entre le sommet de l’anche et le bout du bec. Plus l’ouverture est grande plus l’amplitude d’oscillation de l’anche est importante. En général, une petite ouverture est source d’un son rond, doux et centré, plutôt apprécié en musique classique. Au contraire, une grande ouverture est réputée pour permettre un son plus timbré et plus de flexibilité, adaptée au jazz et à la musique du monde.

### Le plafond
Le plafond est la partie à l’intérieur du bec qui part du bout pour arriver jusqu’au fond de la chambre. Il existe plusieurs types de plafonds qui se différencient par leur inclinaison et leurs formes. Les plafonds droits permettent des sons mats et les plafonds arrondis une certaine brillance. Les plafonds en marche sont connus pour leur puissance. L’inclinaison du plafond jouera aussi sur la richesse harmonique du son.

### La chambre
C’est la première partie intérieure au bec, directement sous la table en aval de la perce. La chambre peut être considérée comme grande, moyenne ou petite. Ces critères traduisent respectivement une chambre de section supérieure, égale et inférieure à celle de la perce.  

### La perce
C’est la partie du bec qui vient s’enfoncer sur le bocal du saxophone. Le rapport entre la chambre et la perce est un élément important pour le style que pourra jouer le bec.

### La mentonnière
C’est la partie externe au plafond. C’est l’endroit où le musicien pose ses dents. C’est pourquoi la mentonnière est souvent recouverte d’une pastille plastique. Son inclinaison peut changer la sensation en bouche du musicien.

### La table
La table se définit à la fois par la partie plane où l’anche est maintenue et par la partie courbe remontant jusqu’au bout du bec. La longueur de la partie courbe est ce que l’on appelle la longueur de table. Plus la longueur de table est grande, plus l’anche est libre d’osciller. Le galbe est la courbure qu’adopte cette partie du bec. Il existe un lien fort entre la longueur de la table, l’ouverture et le plafond. Une table longue avec un plafond haut est une géométrie comparable à une table moyenne avec un plafond moyen.